# Hünengräberstraße des Hümmling
De zes meest goed behouden megalithische bouwwerken aan de Hünengräberstraße des Hümmling liggen aan weerszijden van de straat van Groß Berßen naar Hüven op de Hümmling in het Emsland in Nedersaksen. Ze maken onderdeel uit van de Straße der Megalithkultur.

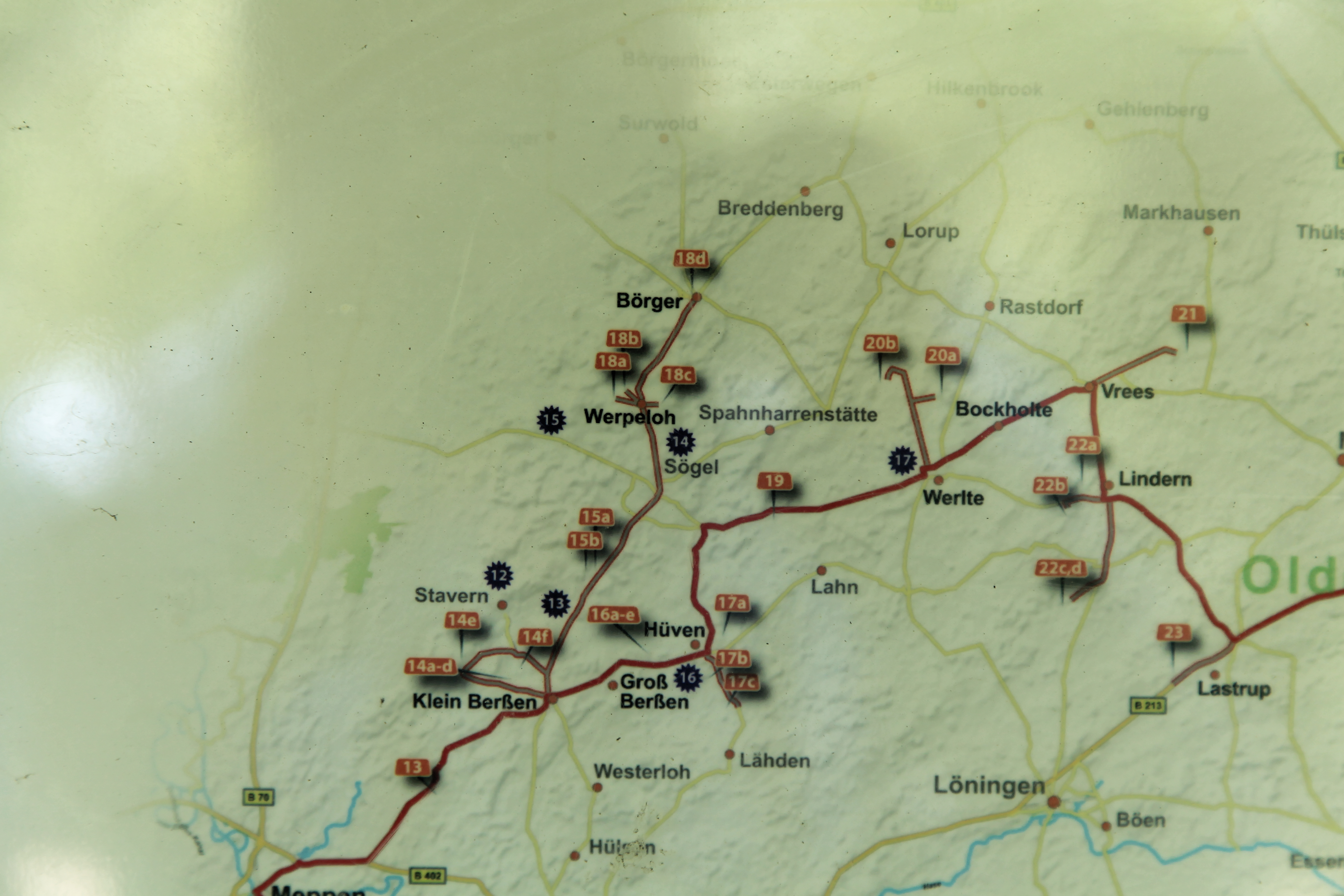
Een klein gedeelte van de Straße der Megalithkultur, de Hünengräberstraße des Hümmling wordt aangegeven met nr. 16 a-e

De deels in het heidegebied van het 14 hectare grote natuurgebied Holschkenfehn gelegen hunebedden zijn door Ernst Sprockhoff met de nummers 856–861 aangeduid en zijn relatief goed behouden gebleven.
De neolithische bouwwerken werden opgericht tussen 3500 en 2800 v.Chr. en worden toegeschreven aan de Trechterbekercultuur.

## Kenmerken
- De meest westelijke kamer (Sprockhoff-Nr. 856, het Großsteingrab im Ipeken I - Tannenwald) ligt direct ten zuiden van de straat in een onvolledige ovalen krans. Er zijn nog 24 stenen van de krans aanweezig. Van de kamer zijn alleen de dekstenen zichtbaar. Er waren oorspronkelijk tien, waarvan tegenwoordig nog zeven aanwezig zijn. Ook zijn er nog brokstukken van een andere deksteen vlak bij het bouwwerk te vinden.
- Het bouwwerk met Sprockhoff-Nr. 857 ligt zo'n 200 meter oostelijk ten opzichte van Nr. 856. Dit bouwwerk ligt ook ten zuiden aan de straat en wordt Im Ipeken II genoemd.
- Aan dezelfde kant van de weg ligt 500 meter verder het bouwwerk met Nr. 585, ook wel Groß-Berßen IV genoemd. Er zijn slechts drie dekstenen en twee draagstenen overgebleven in de resten van de dekheuvel. Het bouwwerk is zeer sterk verstoord.
- Beter bewaard gebleven is het oostelijke bouwwerk met Sprockhoff Nr. 859 (Groß Berßen VI). Dit bouwwerk had oorspronkelijk vijf dekstenen, waarvan de westelijke en een van de middelste nog in situ. Van de deels gebroken overige dekstenen draagt één sporen van boorgaten en een niet uitgevoerde kloving. Dit bouwwerk staat model voor het wapen van Landkreises Aschendorf-Hümmling. Sinds 1981 is het symbool deel van het wapen van het Landkreis Emsland. Daarom wordt het ook wel „Wappengrab“ (wapengraf) genoemd.
- Iets verder van de weg dan de andere hunebedden, ligt Sprockhoff Nr. 860. Het ligt ten noorden van de weg, zie ook Königsgrab von Groß Berßen.
- Vlak naast de weg, iets ten oosten van het Köningsgrab ligt het gereconstrueerde Groß-Berßen VII, met Sprockhoff-Nr. 861. In de ovalen dekheuvel is een kamer met vijf dekstenen aanwezig. Er is gebruik gemaakt van stopstenen en ook is de bodem ingelegd met stenen.

## Afbeeldingen

Hünengräberstraße auf dem Hümmling
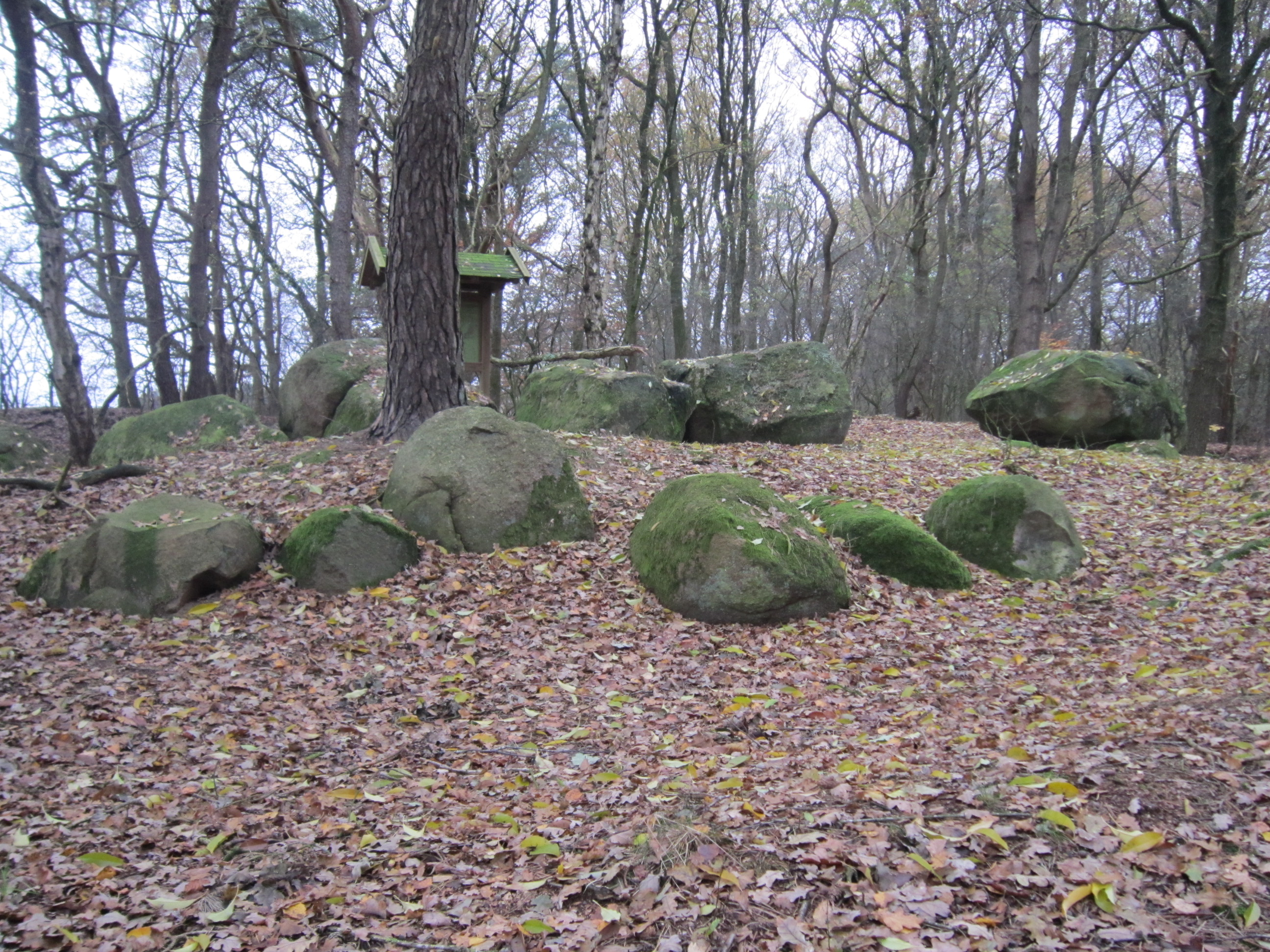
Groß Berßen I („Im Ipeken I - Tannenwald“)
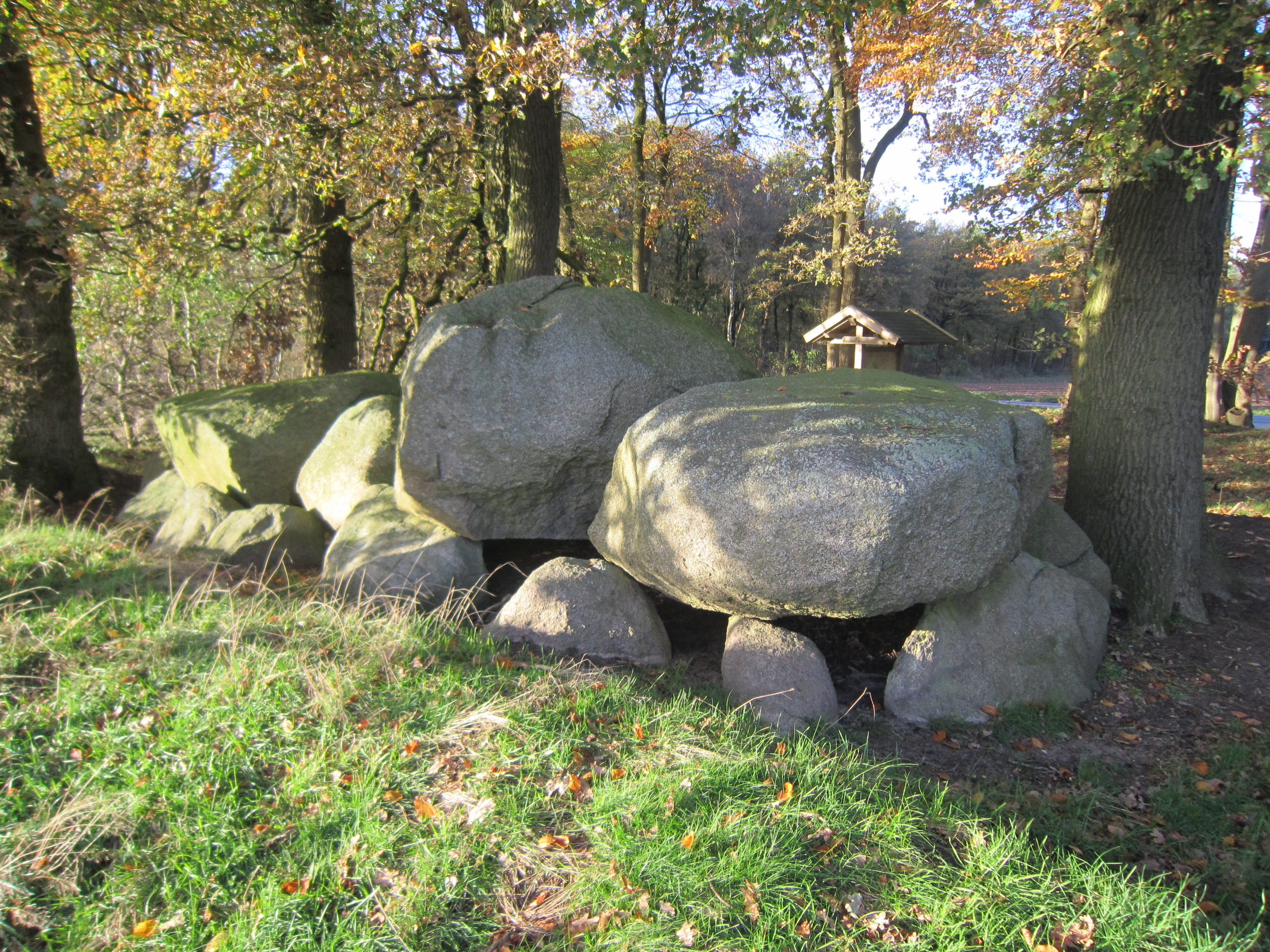
Groß Berßen II („Im Ipeken II“)
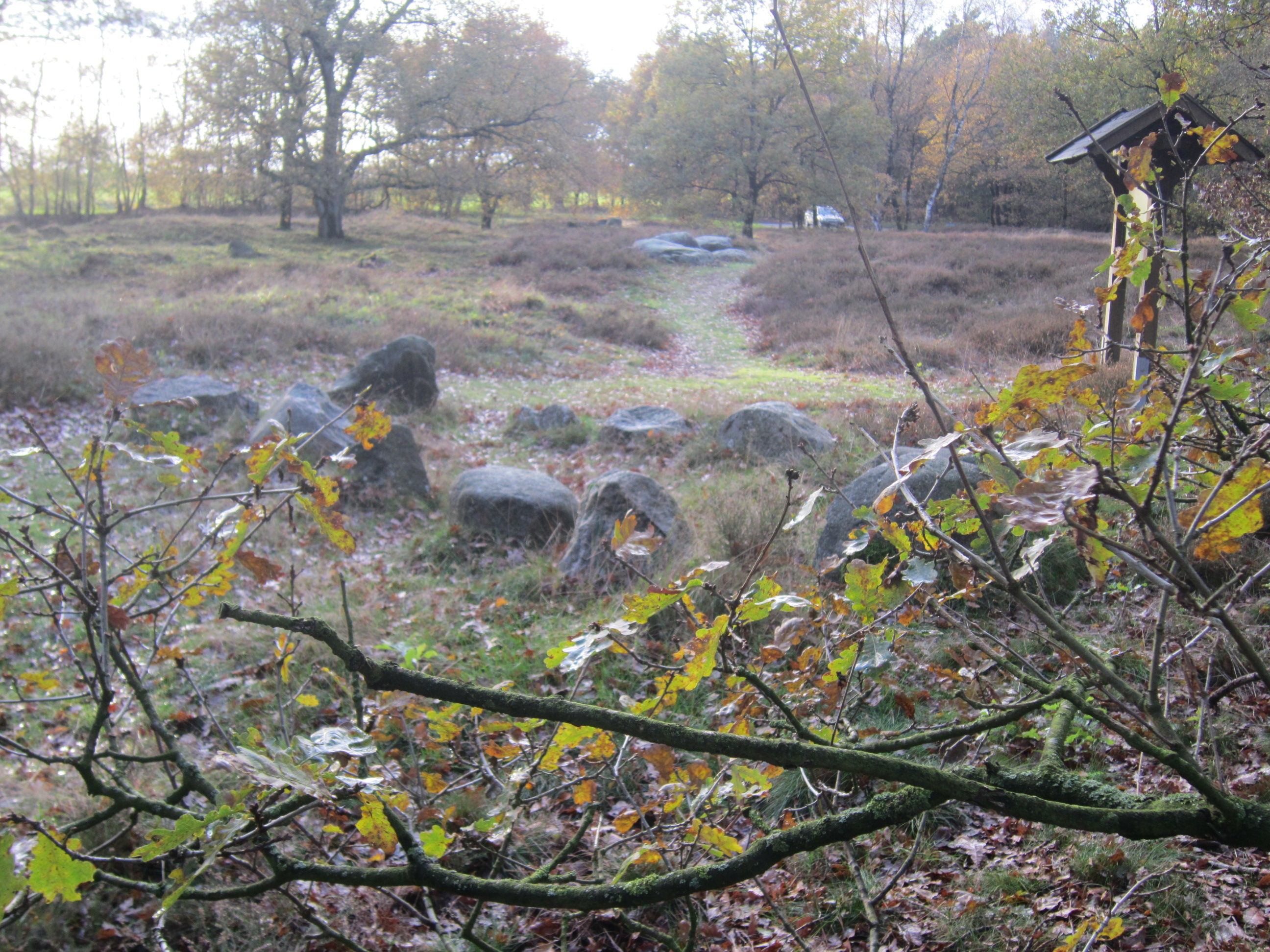
AGroß Berßen V (voor) und Groß Berßen IV (achter)
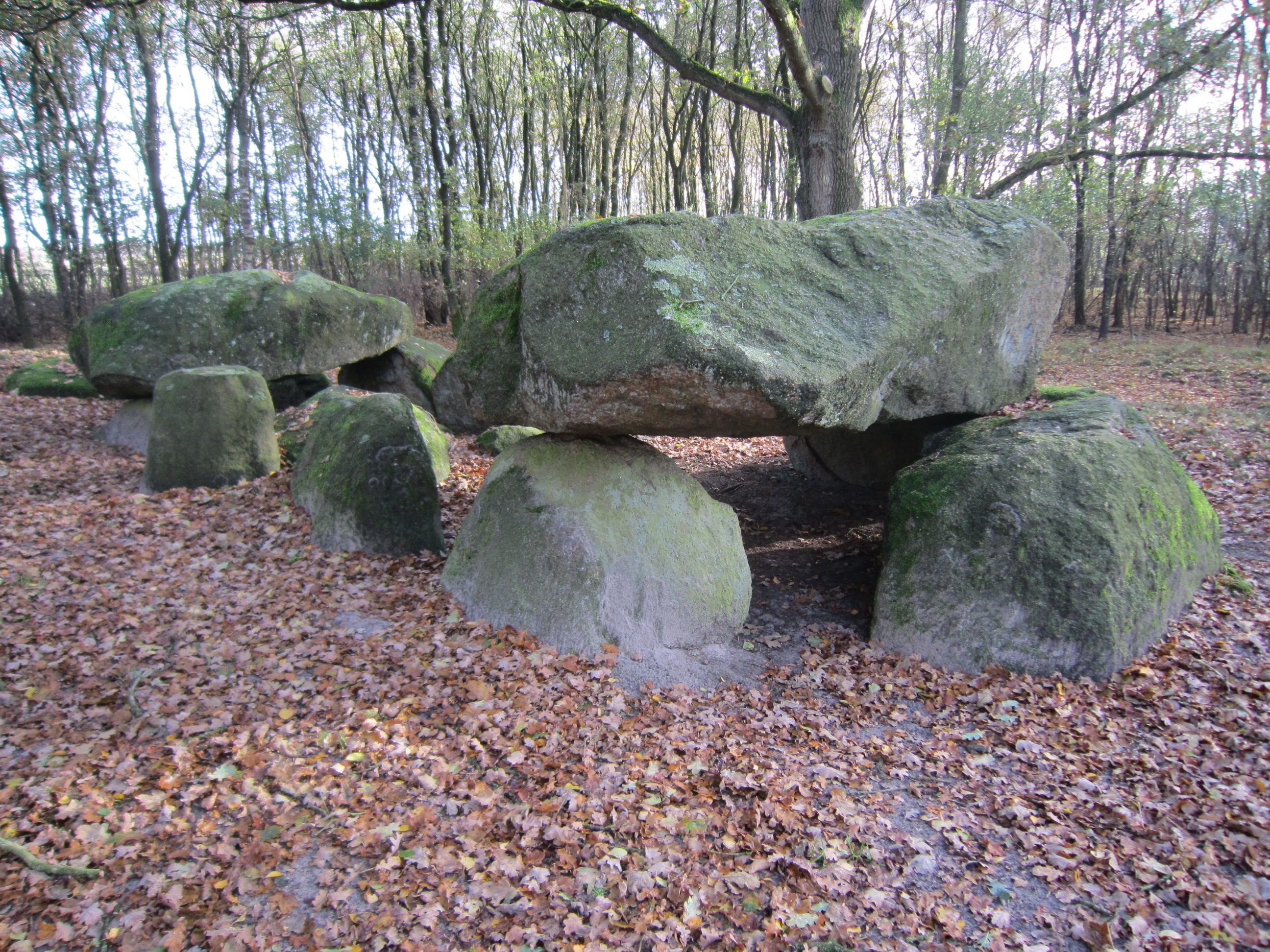
Groß Berßen VI („Wappengrab“)
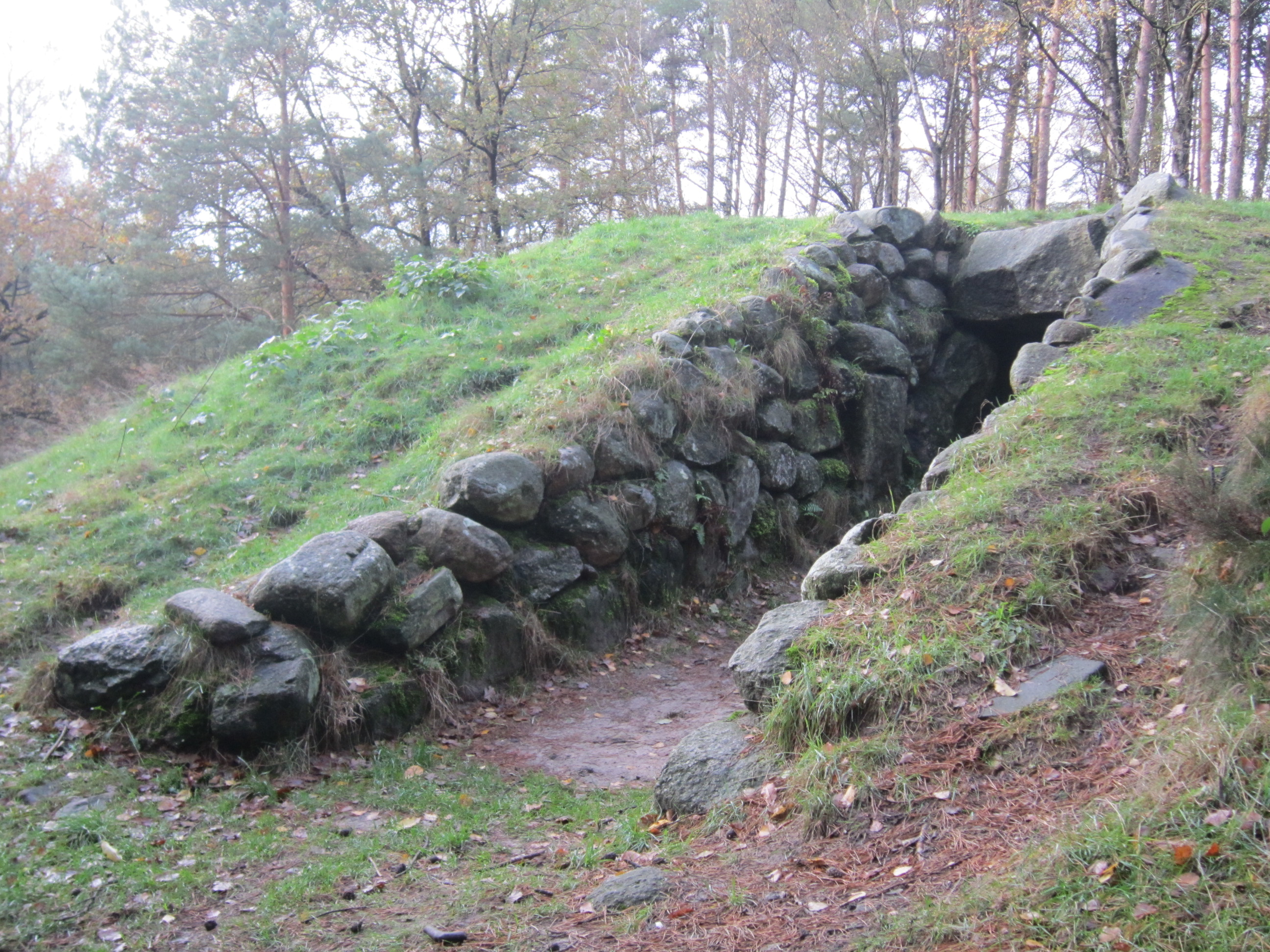
Groß Berßen VII (gereconstrueerd)
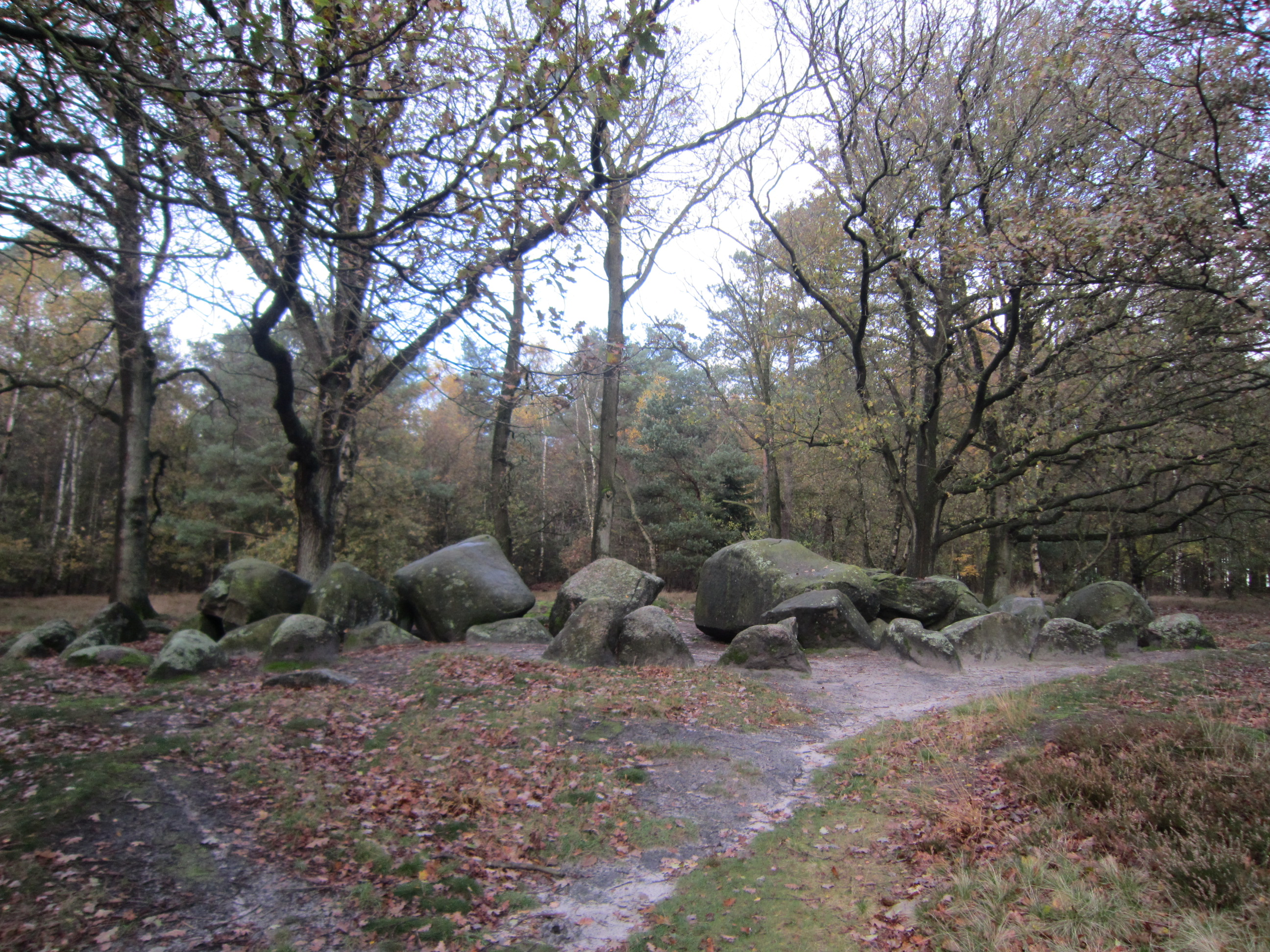
Anlage Groß Berßen VIII („Königsgrab“)

## Onderzoek
Al in 1825 publiceerde Heinrich Bödiker een gedetailleerde beschrijving van de bouwwerken. Door berichten uit de 19e en 20e eeuw wordt het duidelijk dat er tussen 1750 en 1800 grote verstoringen hebben plaatsgevonden. Nog in het midden van de 20e eeuw werd er illegaal opgegraven bij meerdere bouwwerken. 

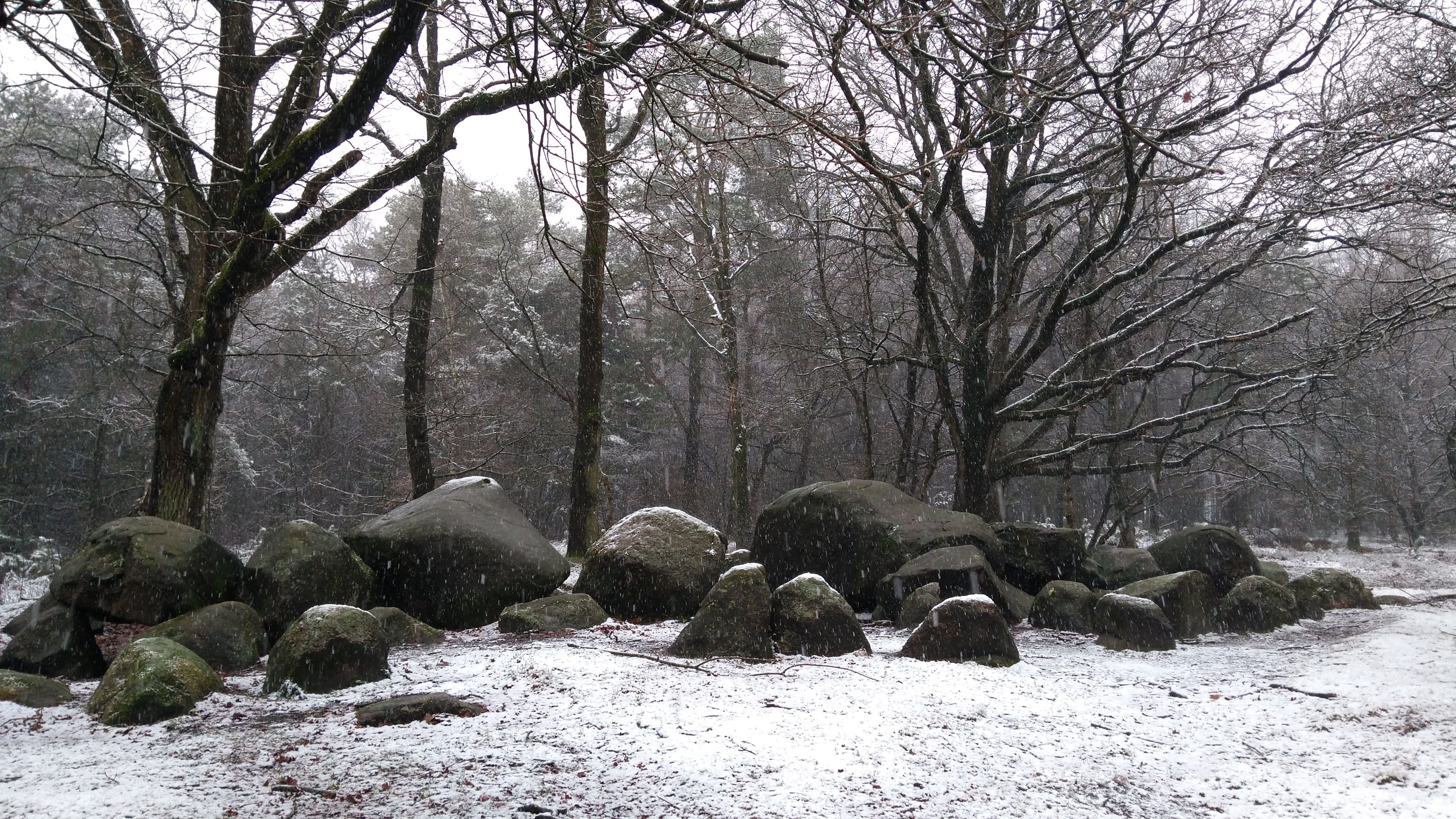
Königsgrab von Groß Berßen, Sprockhoff Nr. 861

In 1955 werd er onder leiding van Elisabeth Slicht uitgebreid onderzoek en herstelwerk uitgevoerd bij de bouwwerken, omdat de wegen werden aangepast. De heuvel en stenen kamer van Sprockhoff nr. 861 (het koningsgraf) werd compleet onderzocht. De opbouw van de acht meter lange steenkamer met zes draagstenen aan de noordelijke lange zijde en de sterk verstoorde zuidelijke lange zijde, zowel als de beide sluitstenen, kon gereconstrueerd worden. De bodemverharding en stopstenen waren gedeeltelijk nog aanwezig, net als de toegang. De oorspronkelijke krans van de dekheuvel kon niet meer gevonden worden. Onder de gevallen dekstenen konden nog grafgiften aangetroffen worden. Naast twee opvallende stenen werden resten van een kleine koperen schijf en een ruwe vuursteen-bijl gevonden. Ook werden er pijlpunten aangetroffen. Er werden veel scherven van keramiek aangetroffen, daarmee konden 330 voorwerpen gereconstrueerd worden. Het ging voornamelijk om flessen en schalen en versierde Trechterbekers. Aan de vorm en versiering herkende E. Schlicht drie verschillende stijlgroepen.